# Dữ liệu sơ cấp
Dữ liệu sơ cấp là những dữ liệu chưa có sẵn, được thu thập lần đầu, do  chính người nghiên cứu thu thập.
Trong thực tế, khi dữ liệu thứ cấp không đáp ứng được yêu cầu nghiên cứu, hoặc không tìm được dữ liệu thứ cấp phù hợp thì các nhà nghiên cứu sẽ phải tiến hành thu thập dữ liệu sơ cấp.

## Đặc điểm của dữ liệu sơ cấp
Các dữ liệu sơ cấp sẽ giúp giải quyết cấp bách và kịp thời những vấn đề đặt ra. Dữ liệu sơ cấp là do trực tiếp thu thập nên độ chính xác cao hơn. Tuy nhiên, dữ liệu sơ cấp phải qua quá trình nghiên cứu thực tế mới có được, vì vậy việc thu thập dữ liệu sơ cấp thường tốn nhiều thời gian và chi phí. Vì vậy, các nhà nghiên cứu sẽ phải cân nhắc khi nào sẽ phải thu thập dữ liệu sơ cấp và lựa chọn phương pháp thu thập hiệu quả để hạn chế nhược điểm này.

## Các bước thu thập dữ liệu sơ cấp
1. Xác định vấn đề cần nghiên cứu.
2. Thiết lập kế hoạch nghiên cứu.
3. Tiến hành thu thập dữ liệu.
4. Phân tích dữ liệu thu thập được.
5. Phân bổ các kết quả phân tích.

## Các phương pháp thu thập dữ liệu sơ cấp

### Phương pháp điều tra trực tiếp
Đây là phương pháp thu thập dữ liệu trực tiếp qua đối tượng nghiên cứu. Phương pháp này được thực hiện bằng một số hình thức như phỏng vấn trực tiếp, phỏng vấn qua điện thoại, trả lời bảng câu hỏi...

### Phương pháp quan sát
Phương pháp này được áp dụng khi đối tượng nghiên cứu không sẵn sàng cung cấp thông tin, hoặc cố tình cung cấp thông tin không chính xác Lúc này, người nghiên cứu sẽ phải dùng các giác quan hoặc máy móc để quan sát các hành vi, thói quen của đối tượng nghiên cứu trong một khoảng thời gian cố định. Từ đó phân tích kết quả và có được dữ liệu.

### Phương pháp khảo sát trực tuyến
Với sự xuất hiện của Internet, các dữ liệu có thể thu thập được bằng các khảo sát qua thư điện tử hay các website. Ưu điểm của phương pháp này là thu thập dữ liệu rất nhanh với số lượng lớn, tiết kiệm chi phí hơn so với phương pháp thu thập truyền thống.